# Silvije Čavlina
Silvije Čavlina (* 22. April 1977 in Zagreb, SFR Jugoslawien) ist ein ehemaliger kroatischer Fußballtorwart und späterer Torwarttrainer.

## Karriere
Čavlina begann seine Karriere in der Jugendmannschaft von Hajduk Split. 1999 kam er in die erste Mannschaft von NK Hrvatski dragovoljac, in seiner Zeit bei Dragovoljac war der Verein noch Erstligist in Kroatien. Nach vier Jahren bei Hrvatski wechselte er 2003 zu Inter Zaprešić, wo er aber nur drei Spiele absolvierte. Nach einem Jahr in Zaprešić wechselte er zum NK Kamen Ingrad Velika. Nach eineinhalb Jahre bei Velika, ging er im Januar 2005 zum ersten Mal ins Ausland zu Hapoel Petah Tikva nach Israel, wo er ein halbes Jahr unter Vertrag war, ehe er in seine Heimat zu HNK Šibenik zurückkehrte.  
2007 ging er zum zweiten Mal ins Ausland und unterschrieb in Österreich beim damaligen Aufsteiger LASK bis 2010, wo er 35 der 36 Ligaspiele der Saison 2007/08 absolvierte. Nur am 16. Spieltag wurde er von seinem Ersatzkeeper Michael Zaglmair, aufgrund einer Krankheit ersetzt. Nach langer Zeit an der Spitze der Tabelle wurde der LASK schlussendlich Sechster. Am 12. Mai 2010 gab der LASK bekannt, den Vertrag des Kroaten für die kommende Saison nicht mehr zu verlängern.
Nachdem es bereits längere Gerüchte gab, bestätigte der SK Sturm Graz am 17. Mai 2010 die Verpflichtung des kroatischen Torhüters. Čavlina unterschrieb bei Sturm einen Zweijahresvertrag mit Option auf ein drittes Jahr. Am Ende der Saison 2010/11 wurde er mit zehn Einsätzen unter Trainer Franco Foda als Ersatztormann für Christian Gratzei österreichischer Fußballmeister. Nach zwei Saisonen in Graz kehrte er in die Heimat zurück und wechselte zu seinem Ex-Verein Inter Zaprešić, bei dem er im Sommer 2014 seine Karriere als Aktiver beendete.

## Erfolge
- Österreichischer Meister: 2010/11 (SK Sturm Graz)